# Ib Rehné
Ib Rehné Olsen (født 18. januar 1922 i Kongens Lyngby, død 7. marts 2005) var Danmarks Radios korrespondent i Cairo fra 1976 til 1980, i Rom fra 1980 til 1983 og for Radioavisen i Paris fra 1983 til 1993. Far til Pauline Rehné.
Før udstationeringen i Mellemøsten var han korrespondent andre steder, bl.a. i Japan i 1970. Han har også været korrespondent for Berlingske Tidende, Weekendavisen og TV 2.
Ib Rehné var medlem af Radiorådet 1975-78.
Mange kan huske hans afmelding allersidst i reportagerne: »Ib Rehné, Cairo«. Disse tre ord er, formentlig ved en tilfældighed og uden intention om at latterliggøre Ib Rehné, kommet til at repræsentere en slags absurd humor, som i udtrykket »Goddag mand, økseskaft!«
I Sønderborg er der en café ved navn „Ib Rehne Cairo“, og i Aalborg ligger en café med navnet „Ib Rene, Cairo“. Navnet er uden „h“, da ejeren af cafeen i sin tid ikke fik spurgt Ib Rehné, hvorvidt hun måtte opkalde cafeen efter ham. 
Rockgruppen tv·2’s debutalbum Fantastiske Toyota indeholder en hyldestsang til journalisten, hvor hans navn dog også er stavet forkert i titlen: Ib René, Cairo.
Ib Rehné skrev bøgerne:
- Løvindens pote – et essay om myten og mennesket Asta Nielsen
- Væksthuset – en roman (1995)
- Cairo – Scener og samtaler fra Mellemøsten (1997)

Han tilbragte sine sidste år i Bourgogne i Frankrig.